# Uruguai nos Jogos Sul-Americanos
O Uruguai é um dos países que participaram de todas as edições dos Jogos Sul-Americanos, ininterruptamente, desde a primeira edição em La Paz-1978. Apesar do montante de suas delegações, o país sempre fez campanhas medianas.
A nação, que é representada nos Jogos Sul-Americanos pelo Comitê Olímpico Uruguaio, ainda não recebeu este evento multi-desportivo.

## Delegação
Em Medellín-2010, o Uruguai teve uma delegação total de 147 atletas participantes. Posteriormente, o país enviou 130 atletas para as disputas em Santiago-2014. O recorde estabeleceu-se em Cochabamba-2018, com um total de 217 desportistas competindo pelo país.

## Quadro de medalhas
Segue-se, abaixo, o histórico das campanhas uruguaias.
| Ano   | Nação     | Cidade       | Posição | Ouro | Prata | Bronze | Total |
| 1978  | Bolívia   | La Paz       | 6/8     | 4    | 16    | 12     | 32    |
| 1982  | Argentina | Rosario      | 5/10    | 13   | 17    | 21     | 51    |
| 1986  | Chile     | Santiago     | 3/10    | 17   | 15    | 12     | 44    |
| 1990  | Peru      | Lima         | 7/10    | 13   | 13    | 15     | 41    |
| 1994  | Venezuela | Valencia     | 7/14    | 4    | 8     | 9      | 21    |
| 1998  | Equador   | Cuenca       | 10/14   | 2    | 7     | 17     | 26    |
| 2002  | Brasil    | Brasil       | 8/14    | 2    | 8     | 21     | 31    |
| 2006  | Argentina | Buenos Aires | 8/15    | 4    | 9     | 13     | 26    |
| 2010  | Colômbia  | Medellín     | 9/15    | 1    | 8     | 4      | 13    |
| 2014  | Chile     | Santiago     | 10/14   | 3    | 4     | 5      | 12    |
| 2018  | Bolívia   | Cochabamba   | 9/14    | 5    | 10    | 17     | 32    |
| 2022  | Paraguai  | Assunção     |         |      |       |        |       |
| Total | Total     |              |         | 68   | 115   | 146    | 329   |

## Desempenho
O Uruguai fez sua melhor campanha em Santiago-1986, quando ficou com o terceiro lugar no quadro geral de medalhas, além desta ter sido a edição na qual mais medalhas de ouro foram conquistadas pelo país (total de 17). Porém, foi quatro anos antes, em Rosario-1982, que o país obteve seu maior número de medalhas na história destes Jogos, com 51 pódios conquistados. 
Seu pior desempenho foi nos jogos de Cuenca-1998 e de Santiago-2014, quando ficou na décima colocação geral. Por sua vez, em Medellín-2010, o Uruguai conquistou apenas uma medalha de ouro (no total de treze pódios). Porém, sua participação em 2014 registrou o menor número de medalhas obtidas pelo país em sua história neste evento, totalizando 12 conquistas.